# 野田城の戦い
野田城の戦い（のだじょうのたたかい）は、元亀4年（1573年）1月から2月にかけて、三河国野田城をめぐり、武田信玄率いる武田軍と徳川家の間で行われた戦い。
西上作戦の最終盤の戦いであり、三方ヶ原の戦いの関連で紹介されることもある。武田信玄最後の戦いでもある。

## 合戦の経緯

### 背景
元亀3年9月、武田信玄は西上作戦を発動し、徳川家康の所領であった遠江及び三河に30,000の軍勢を率いて攻め込む。12月に武田軍は遠江国三方ヶ原で徳川家康率いる徳川・織田連合軍を相手に勝利したが、遠江国浜名湖北岸の形部村に滞在し越年する。半月後の元亀4年1月10日に同地を発ち、宿泊を重ねて宇利峠から三河へ進入。豊川を渡河、徳川方の三河における属城のひとつである野田城を包囲した。
一方の徳川家は、三方ヶ原の戦いによる敗戦によって戦線を維持できるような状態ではなく、後詰のしにくい状態にあった。
また、野田城（正確には改築のための仮城であった大野田城）は元亀2年の武田方の侵攻の際に落とされた城の1つで、そのときの教訓を元に防衛機能を高めて改築された城であった。

### 野田城攻防戦

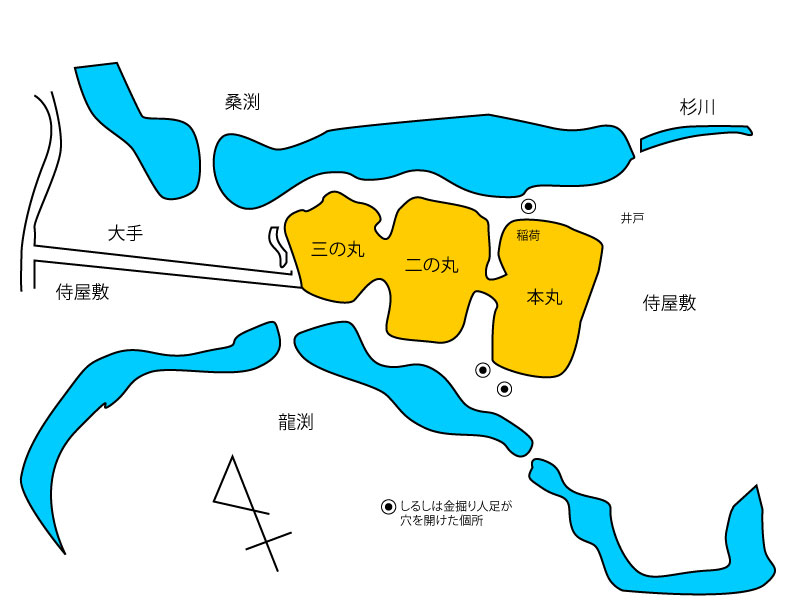

野田城は『三河物語』において「藪のうちに小城あり」と言われるほどの小さな城であり、兵力も城将・菅沼定盈とその援軍合わせて500名程度であった。しかし、河岸段丘の地形を利用した築城によって攻め口が限られてくるため、武田の大軍を相手にするには有利な構造となっていた。それでも兵力30,000を有する武田方の有利は変わらなかったが、武田軍は力攻めは行わず、わざわざ甲斐の金山掘を呼び寄せて地下道を掘り、水の手を断ち切ることで落城に追い込む作戦を採った。
結果として野田城は1ヶ月持ちこたえたが、2月16日に城兵の助命を条件に開城降伏し、定盈は捕虜として武田軍に連行された。
なお、定盈の子孫が記した『菅沼家譜』によれば、途中家康が後詰に現れたが豊川の対岸山頂で引き返してしまったという。

### 合戦後
野田城が落ちたことで、徳川家の三河防衛網が崩壊し、徳川家の重要拠点であった吉田城や岡崎城が危機に陥った。しかし、武田軍は信玄の病状が悪化したため侵攻を止めて甲斐へと引き返し、その道中で信玄は亡くなった。
3月10日に城主・定盈が徳川家と武田家の人質交換で解放された。
信玄の死が広まった直後に家康は長篠城を奪還するが、野田城も翌天正2年（1574年）に定盈によって奪還され、定盈が再度城主として入城している。

## その他

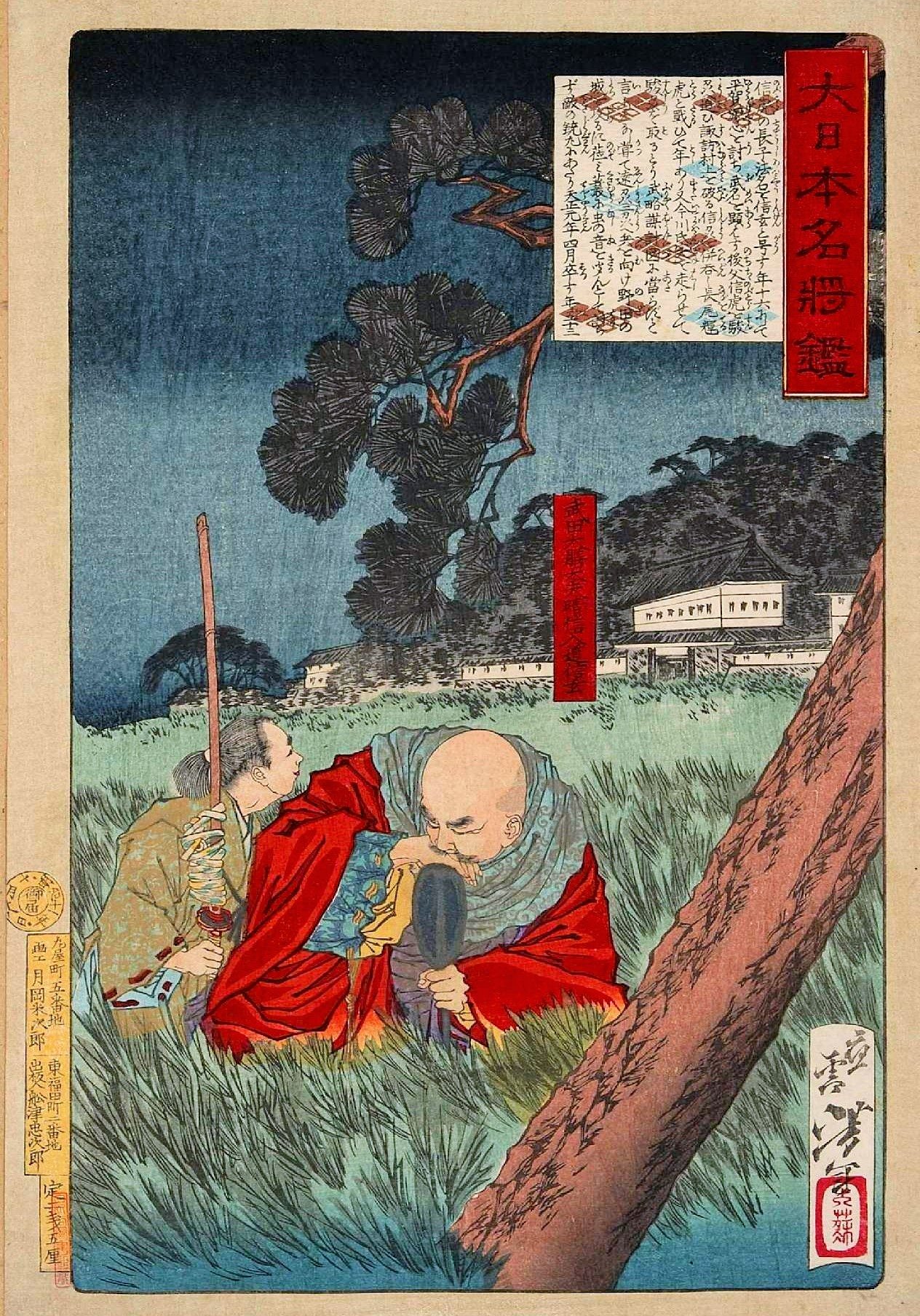
野田の戦で虫の音に耳を傾け、狙撃されたとする故事を描いたもの。月岡芳年筆

### 侵攻の遅さ
野田城の戦いはそれまでの武田方の戦に比べて非常に遅かったことがよく挙げられる。要所であり堅城であった二俣城とは違い、野田城は小城に過ぎず、兵力差も圧倒的であった武田軍があえて消極策を取ったことには様々な説がある。不自然に長かった直前の刑部村で滞在も含めて、通説では信玄の病状が悪化したためだとされる。

### 狙撃伝説
西上作戦の途上である元亀4年（1573年）4月12日に信濃伊那郡駒場（異説あり）において死去した（『甲陽軍鑑』、「天正玄公仏事法語」）とされる信玄だが、その死因は病死であると考えられている。
ところが後代に生じた信玄死因の異説として、野田城を包囲していた時に狙撃された傷を原因とするものがある。より具体的には『松平記』に信玄が美しい笛の音に誘われて本陣を出たときに定盈の家臣・鳥居三左衛門に狙撃されたという。

### うでこき山
豊川を挟んで野田城を見下す、標高125mの小山で武田軍の精鋭（腕のたつ者＝腕こく者）が軍議を開いたことからその山は「うでこき山」の名が付けられたという（同山の頂上付近に由来の銘板が設置されている）。ただしこれには異説があり、新城市の郷土史では「大昔、神様は近江の土をすくって琵琶湖を作り、その土を駿河・甲斐あたりに盛って富士山を作ったが、その時神様の腕についてた土埃をこいて落としたものがうでこき山である」とも紹介されている。

### 新説
近年、小城に過ぎない野田城を武田軍が攻撃した理由として次のような新説が出されている。
武田軍の目標は陸上から吉田城・田原城を制圧し、海上からは海賊衆を遠州灘・三河湾を派遣してこの海域を制圧することで、徳川家康の居る浜松城と嫡男信康が居る岡崎城（更にはその向こうにある織田領国）との連絡・物流を遮断して浜松城を事実上の兵糧攻めにしようとしており、野田城攻撃もそのための一環であったという説である。この説の裏付けとして『三河物語』には信玄が奥郡（＝渥美郡）に向かっていたと記し、別の記録では田原城は武田の海賊衆の襲撃を受けたと伝えられている。野田城主菅沼定盈の所領は吉田城から見て豊川のすぐ上流にまで広がっており、吉田城主酒井忠次と田原城主本多広孝は兵を率いて浜松城にいたため、野田城を落とせば吉田城への侵攻路が開かれ、兵力が手薄な吉田・田原両城の陥落、ひいては浜松城周辺の封鎖まで一気に進んだ可能性が高かったとされる。しかし、野田城は攻略できたものの、信玄の病状悪化によって吉田城攻略に向かうことが出来ないまま作戦中断を余儀なくされたとみられている。